# Gonzales (Califòrnia)
Gonzales és una població dels Estats Units a l'estat de Califòrnia. Segons el cens del 2006 tenia 8.647 habitants.

## Demografia
Segons el cens del 2000, Gonzales tenia 7.525 habitants, 1.695 habitatges, i 1.501 famílies. La densitat de població era de 2.090,2 habitants/km².
Dels 1.695 habitatges en un 61,1% hi vivien nens de menys de 18 anys, en un 68% hi vivien parelles casades, en un 14,2% dones solteres, i en un 11,4% no eren unitats familiars. En el 9,3% dels habitatges hi vivien persones soles el 4% de les quals corresponia a persones de 65 anys o més que vivien soles. El nombre mitjà de persones vivint en cada habitatge era de 4,42 i el nombre mitjà de persones que vivien en cada família era de 4,61.
Per edats la població es repartia de la següent manera: un 37,8% tenia menys de 18 anys, un 13,1% entre 18 i 24, un 30,7% entre 25 i 44, un 12,7% de 45 a 60 i un 5,7% 65 anys o més.
L'edat mediana era de 24 anys. Per cada 100 dones de 18 o més anys hi havia 109,3 homes.
La renda mediana per habitatge era de 41.582 $ i la renda mediana per família de 41.773 $. Els homes tenien una renda mediana de 31.743 $ mentre que les dones 27.115 $. La renda per capita de la població era de 12.438 $. Entorn del 15% de les famílies i el 20,2% de la població estaven per davall del llindar de pobresa.

## Poblacions més properes
El següent diagrama mostra les poblacions més properes.